# (400371) 2007 WP10
(400371) 2007 WP10 es un asteroide perteneciente al cinturón de asteroides descubierto el 17 de noviembre de 2007 por el equipo del Mount Lemmon Survey desde el Observatorio del Monte Lemmon, Arizona, Estados Unidos.

## Designación y nombre
Designado provisionalmente como 2007 WP10.

## Características orbitales
2007 WP10 está situado a una distancia media del Sol de 2,538 ua, pudiendo alejarse hasta 2,844 ua y acercarse hasta 2,232 ua. Su excentricidad es 0,120 y la inclinación orbital 6,282 grados. Emplea 1477,38 días en completar una órbita alrededor del Sol.

## Características físicas
La magnitud absoluta de 2007 WP10 es 16,6. 